# Toyoake
Toyoake (豊明市, Toyoake-shi) est une ville située dans la préfecture d'Aichi, sur l'île de Honshū, au Japon.

## Géographie
Toyoake est située dans les plaines côtières du centre de la préfecture d'Aichi, au sud-est de la ville de Nagoya.

### Démographie
En 2011, la population de Toyoake était de 69 613 habitants répartis sur une superficie de 23,18 km2. En juin 2023, elle était de 68 234 habitants.

### Climat
La ville a un climat caractérisé par des étés chauds et humides, et des hivers relativement doux. La température moyenne annuelle est de 15,6 °C. La pluviométrie annuelle moyenne est de 1 586 mm, septembre étant le mois le plus humide.

## Histoire
La région actuelle de Toyoake moderne faisait partie de l'ancienne province d'Owari et a été le lieu de nombreuses batailles pendant l'époque Sengoku, l'une d'entre elles étant la bataille d'Okehazama. Pendant l'époque d'Edo, elle faisait partie du domaine d'Owari.
Le village moderne de Toyoake a été créé le 1er octobre 1889. Il obtient le statut de bourg le 1er janvier 1957, puis de ville le 1er août 1972.

## Transports
Toyoake est desservie par la ligne principale Nagoya de la compagnie Meitetsu.

## Symboles municipaux
Les symboles municipaux de Toyoake sont le zelkova du Japon et le tournesol.